# 애런 제도

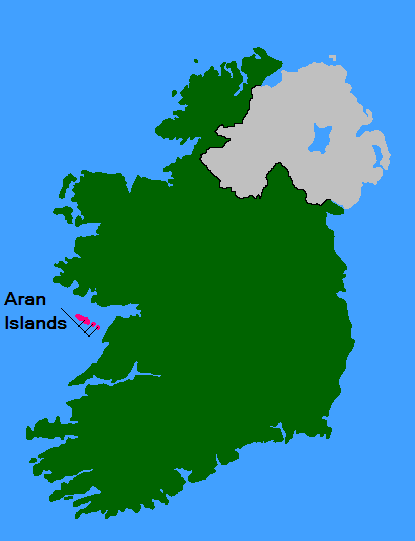
애런 제도의 위치

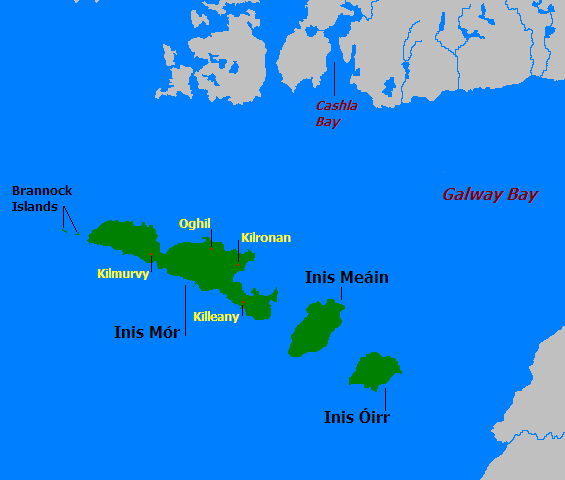
아일랜드 서해안에 위치한 애런 제도

애런 제도(영어: Aran Islands, 아일랜드어: Oileáin Árann)는 아일랜드의 서쪽 골웨이 만에 위치한 3개의 섬을 일컫는다. 그중 가장 큰 섬은 이니슈모아(영어: Inishmore, 아일랜드어: Inis Mór)이고, 두 번째로 큰 섬은 이니슈만(영어: Inishmaan, 아일랜드어: Inis Meáin)이며 중간에 위치해 있다. 오른쪽에는 이중 가장 작은 섬인 이니슈어(영어: Inisheer, 아일랜드어: Inis Oírr)가 있다. 3개의 섬 모두에서 아일랜드어가 쓰인다.
아일랜드어로 Árann은 "긴 산맥"이다. 각 섬 이름에 있는 Inis는 섬이라는 뜻이며, Mór, Meáin, Oírr는 각각 '큰', '중간', '동쪽'이라는 의미를 담고 있다.